# Charles-Dickens-Museum
Das Charles-Dickens-Museum ist ein Autoren- und Literaturmuseum in der Doughty Street 48 in King's Cross im Stadtbezirk Camden in London, Vereinigtes Königreich. Es befindet sich in einem typischen georgianischen Reihenhaus, das vom 25. März 1837 (ein Jahr nach seiner Hochzeit) bis Dezember 1839 das Zuhause von Charles Dickens war.

## Dickens und die Doughty Street
Im 19. Jahrhundert war die Doughty Street eine exklusive Wohnstraße mit Toren an beiden Enden, die, von Pförtnern bewacht, den Zugang beschränkten. Charles Dickens und seine Frau Catherine Dickens (geb. Hogarth) lebten hier mit den ältesten drei ihrer zehn Kinder. Die beiden ältesten Töchter von Dickens, Mary Dickens und Kate Macready Dickens, wurden in diesem Haus geboren.
Ein Neuzugang im Haushalt war Dickens’ jüngerer Bruder Frederick. Auch Catherines 17-jährige Schwester Mary zog mit ihnen von Furnival’s Inn hierher, um ihre verheiratete Schwester und ihren Bruder zu unterstützen. Es war nicht ungewöhnlich, dass die unverheiratete Schwester einer Frau bei einem frisch verheirateten Paar lebte und ihnen half. Dickens hing sehr an Mary, und sie starb 1837 nach kurzer Krankheit in seinen Armen. Sie inspirierte Figuren in vielen seiner Bücher, und ihr Tod wird im Buch Der Raritätenladen (The Old Curiosity Shop) als der Tod von Little Nell fiktionalisiert. Dickens hatte einen Dreijahrespachtvertrag (zu 80 £ pro Jahr) für das Anwesen. Er blieb hier bis 1839, als er nach Devonshire Terrace zog. Als sein Reichtum zunahm und seine Familie größer wurde, zog er in prachtvollere Häuser. Doughty Street ist jedoch sein einziges noch erhaltenes Haus in London.
Die zwei Jahre, die Dickens in diesem Haus lebte, waren äußerst produktiv. Hier vollendete er Die Pickwickier (1836), schrieb Oliver Twist (1838) und Nicholas Nickleby (1838–1839) und arbeitete an Barnaby Rudge (1840–1841).

## Das Museum
1923 wurde ein Abriss des Gebäudes in der Doughty Street 48 befürchtet. Die 1902 gegründete Dickens Fellowship rettete das Haus jedoch, indem sie eine Hypothek aufnahm und das Grundstück kaufte. Das Haus wurde renoviert und 1925 wurde das Dickens House Museum unter der Leitung einer unabhängigen Stiftung eröffnet, die heute eine eingetragene gemeinnützige Organisation ist. Das Haus wurde 1954 unter Denkmalschutz gestellt.
Das vielleicht bekannteste Ausstellungsstück ist ein Dickens-Porträt mit dem Titel Dickens Traum (Dickens' Dream) von Robert William Buss, einem der ursprünglichen Illustratoren des Buches Die Pickwickier. Dieses unvollendete Porträt zeigt Dickens in seinem Arbeitszimmer in seinem Landhaus Gads Hill Place, umgeben von vielen der Figuren, die er geschaffen hatte. Das Gemälde wurde 1870 nach Dickens Tod begonnen. Zu den anderen bemerkenswerten Artefakten im Museum gehören zahlreiche Erstausgaben, Originalmanuskripte, Originalbriefe von Dickens und viele persönliche Gegenstände aus dem Besitz von Dickens und seiner Familie. Das einzige bekannte noch existierende Kleidungsstück von Dickens wird ebenfalls im Museum ausgestellt. Dies sind sein Hofanzug und sein Schwert, die er trug, als Dickens 1870 dem Prinzen von Wales vorgestellt wurde.

## Galerie

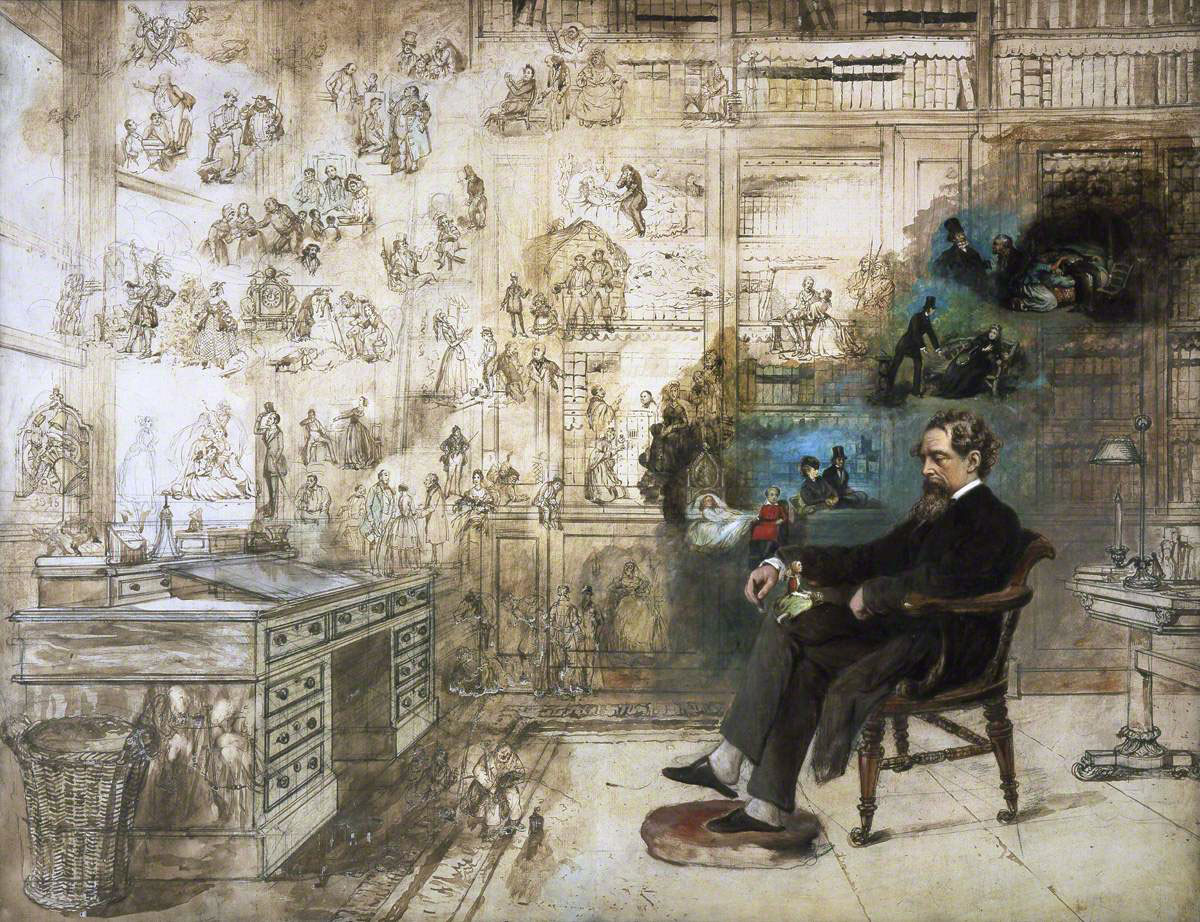
Dickens's Dream (Dickens‘ Traum), von Robert William Buss
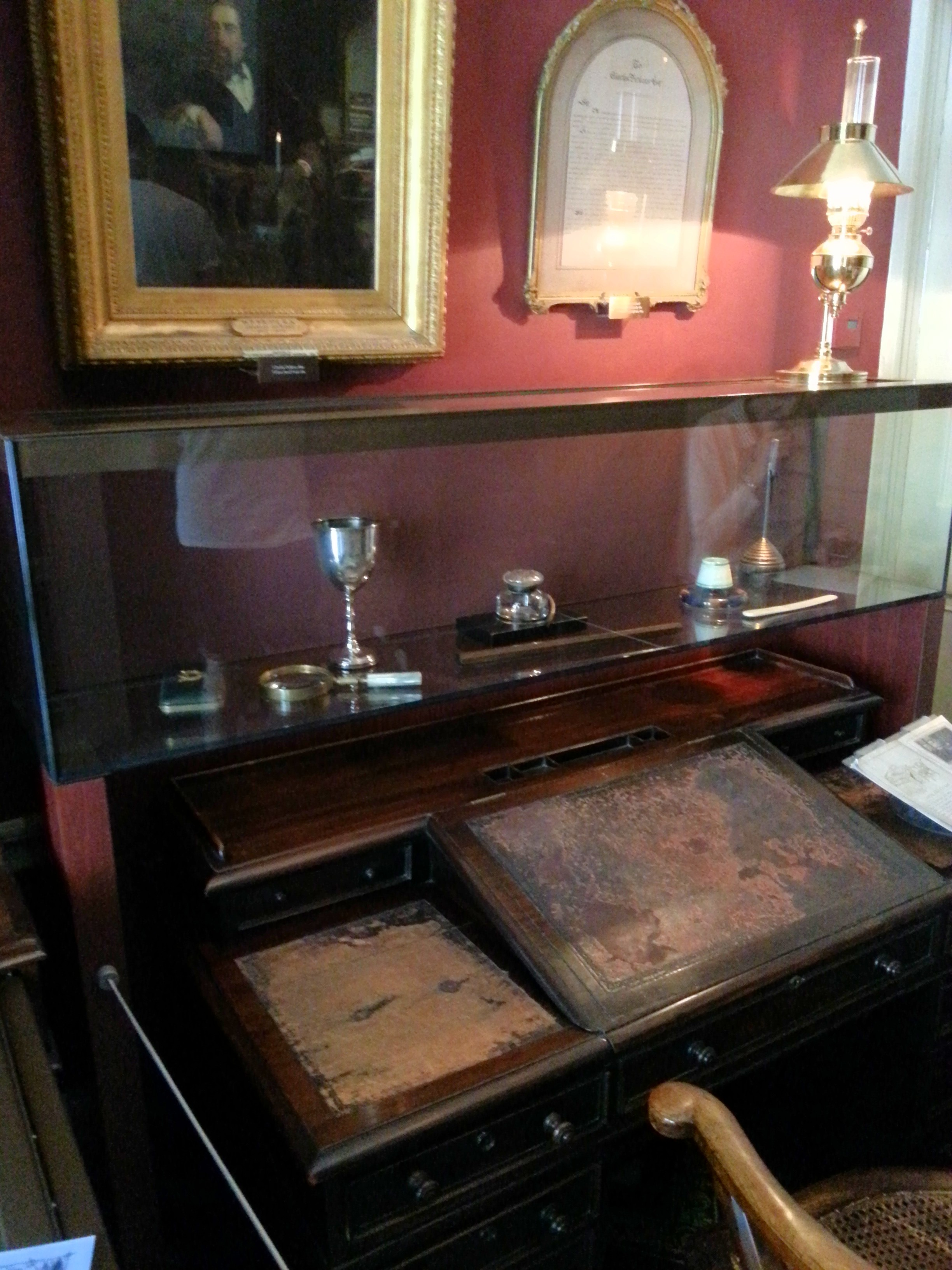
Studie
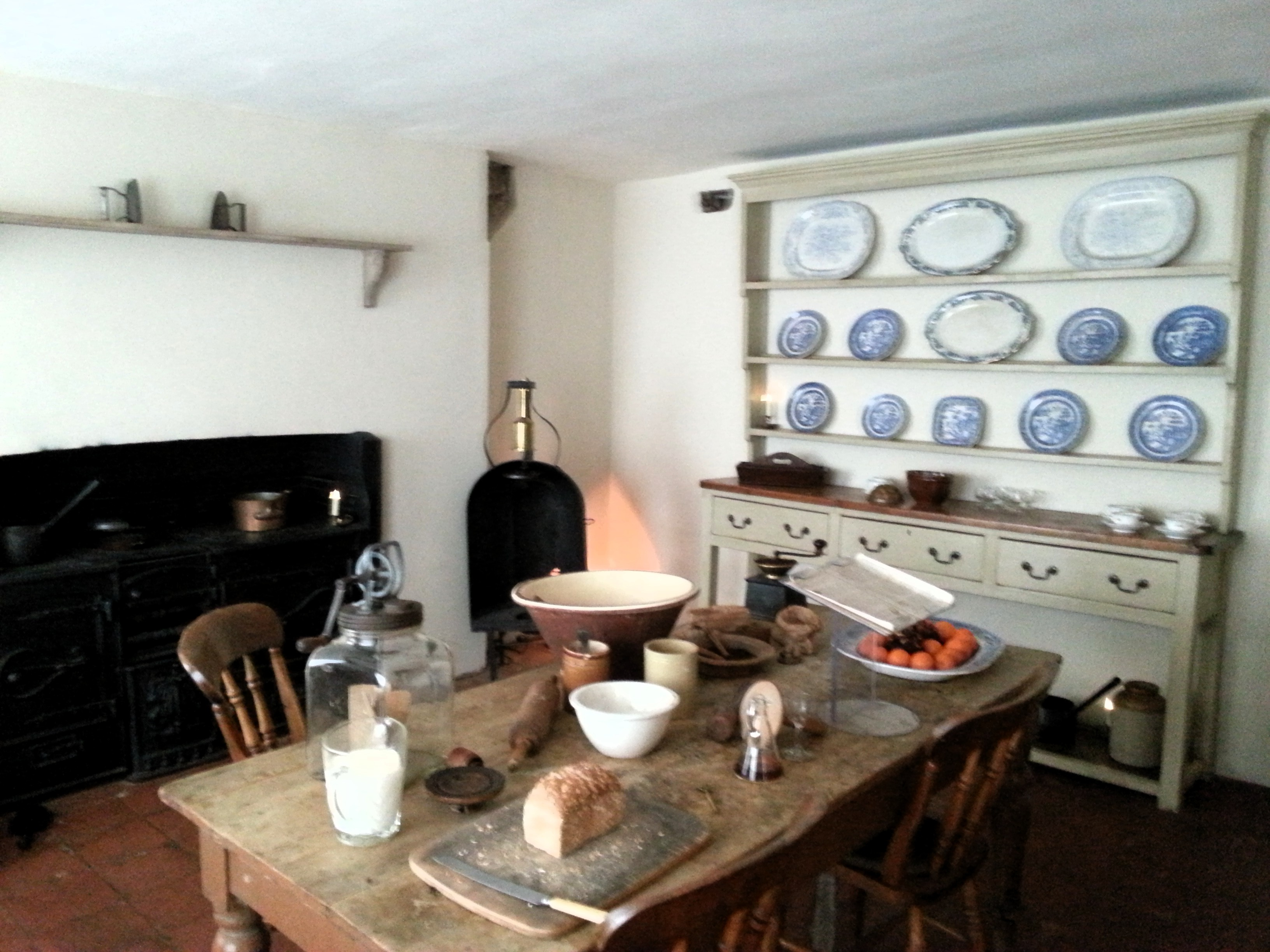
Küche im Keller
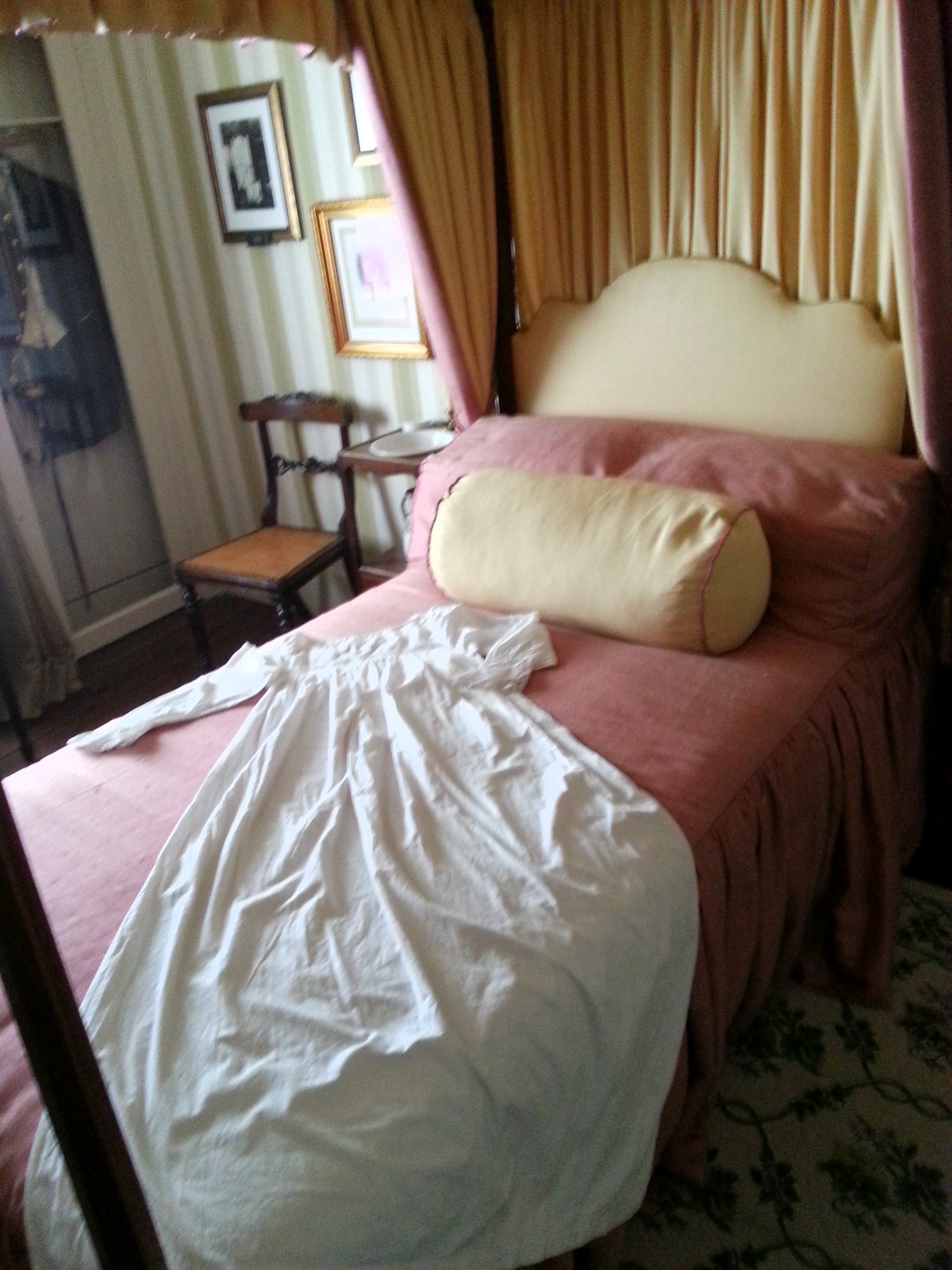
Mary-Hogarth-Zimmer
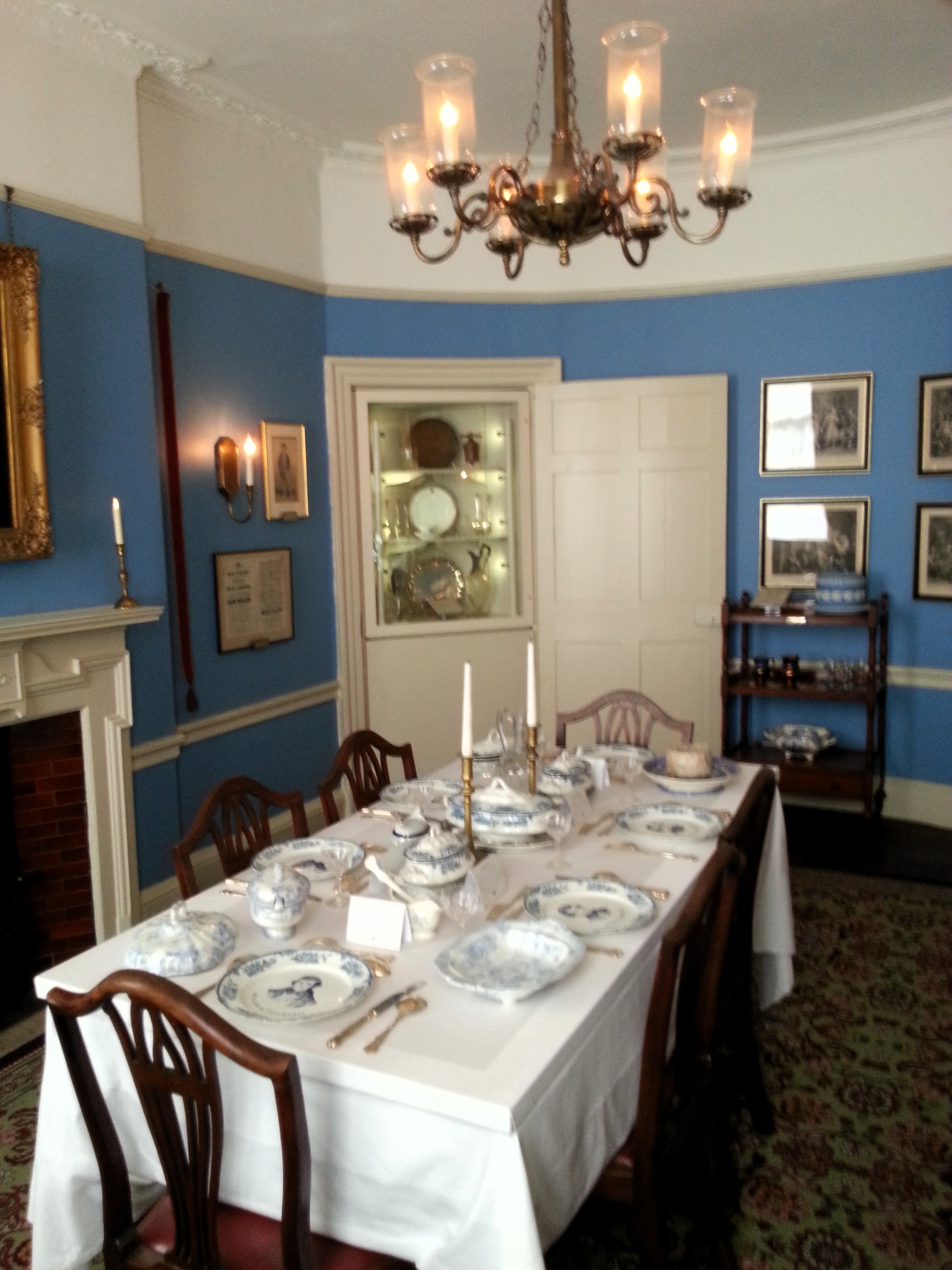
Esszimmer
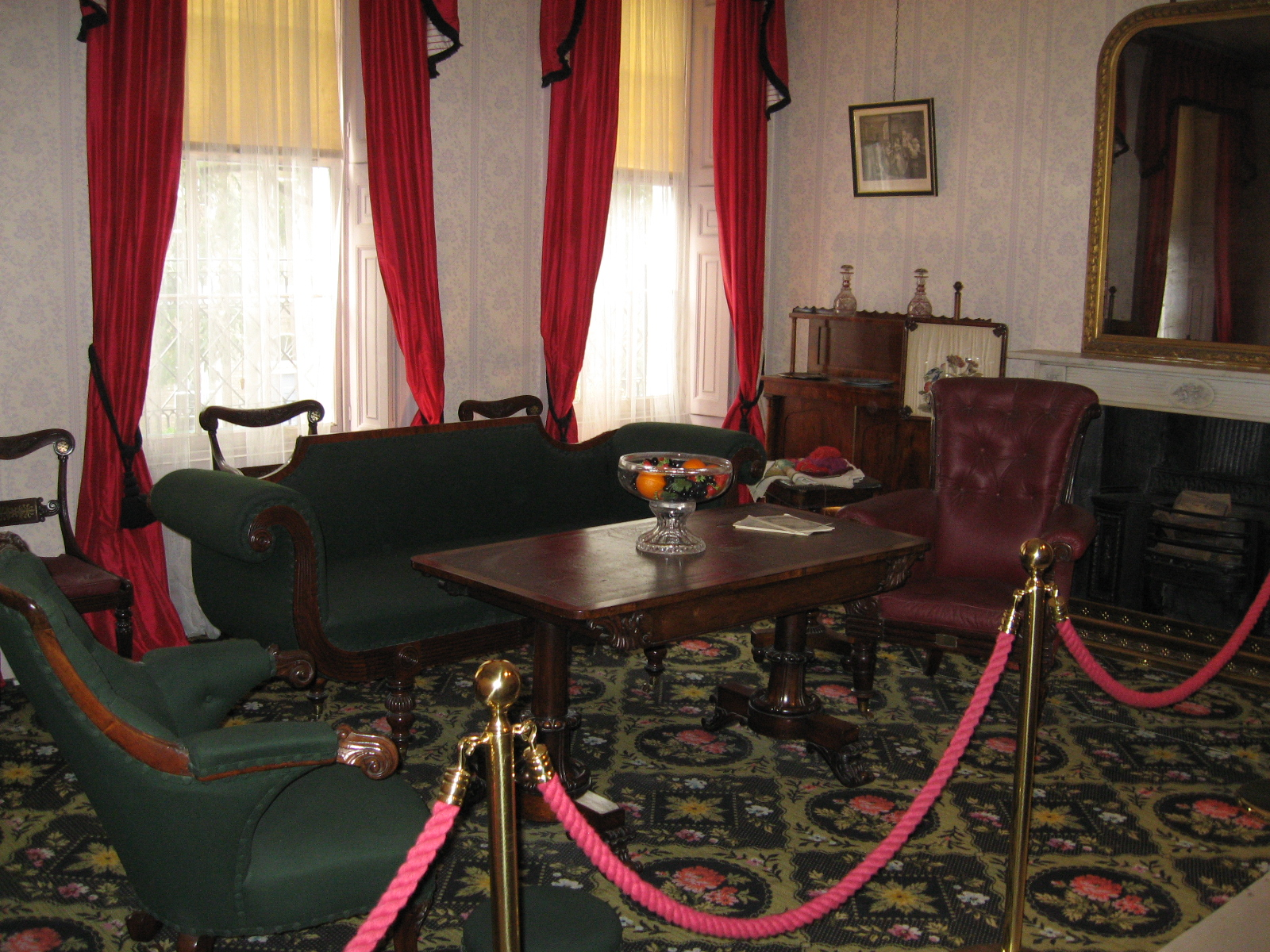
Dickens‘ Wohnzimmer
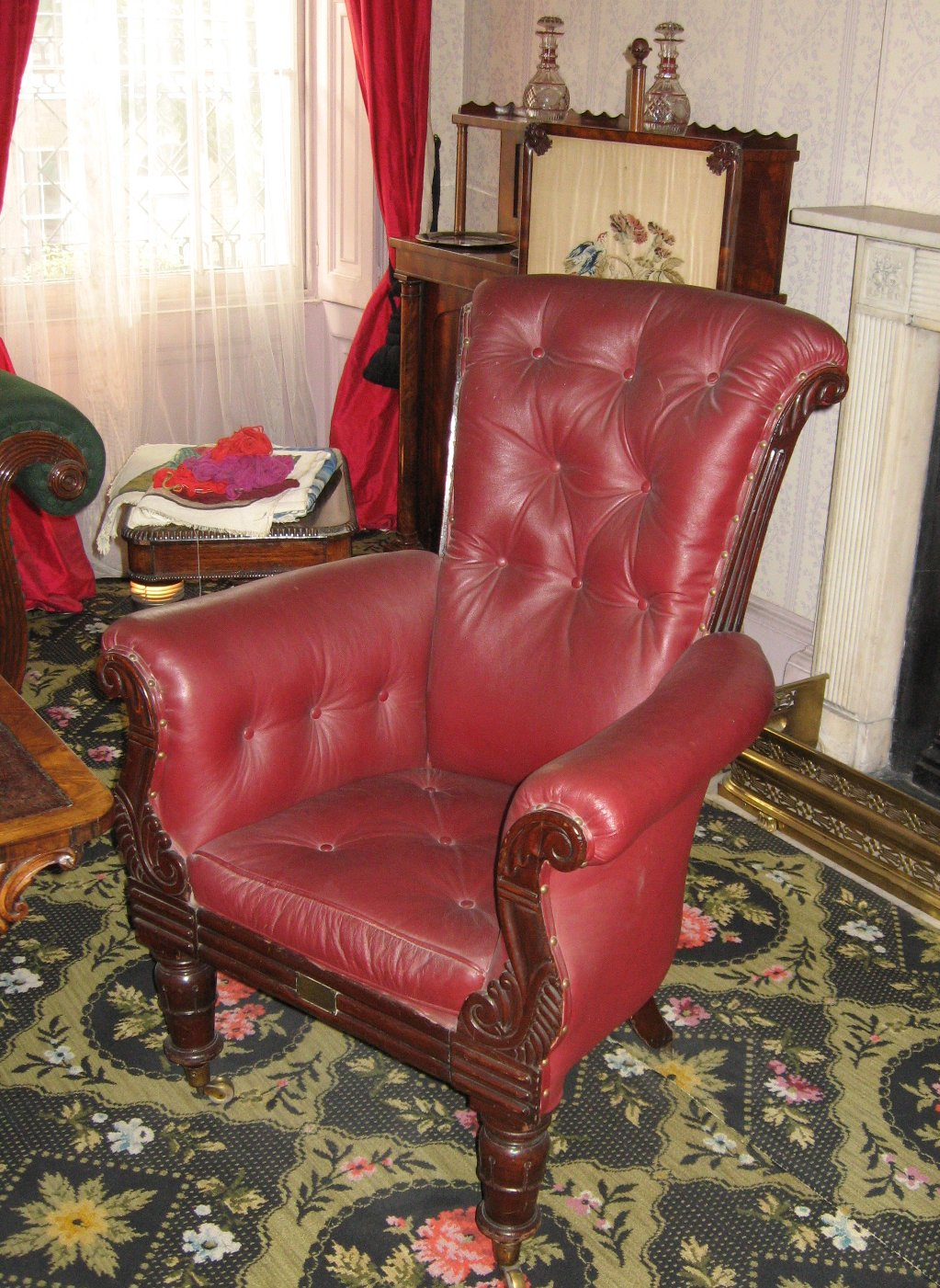
Dickens‘ Sessel
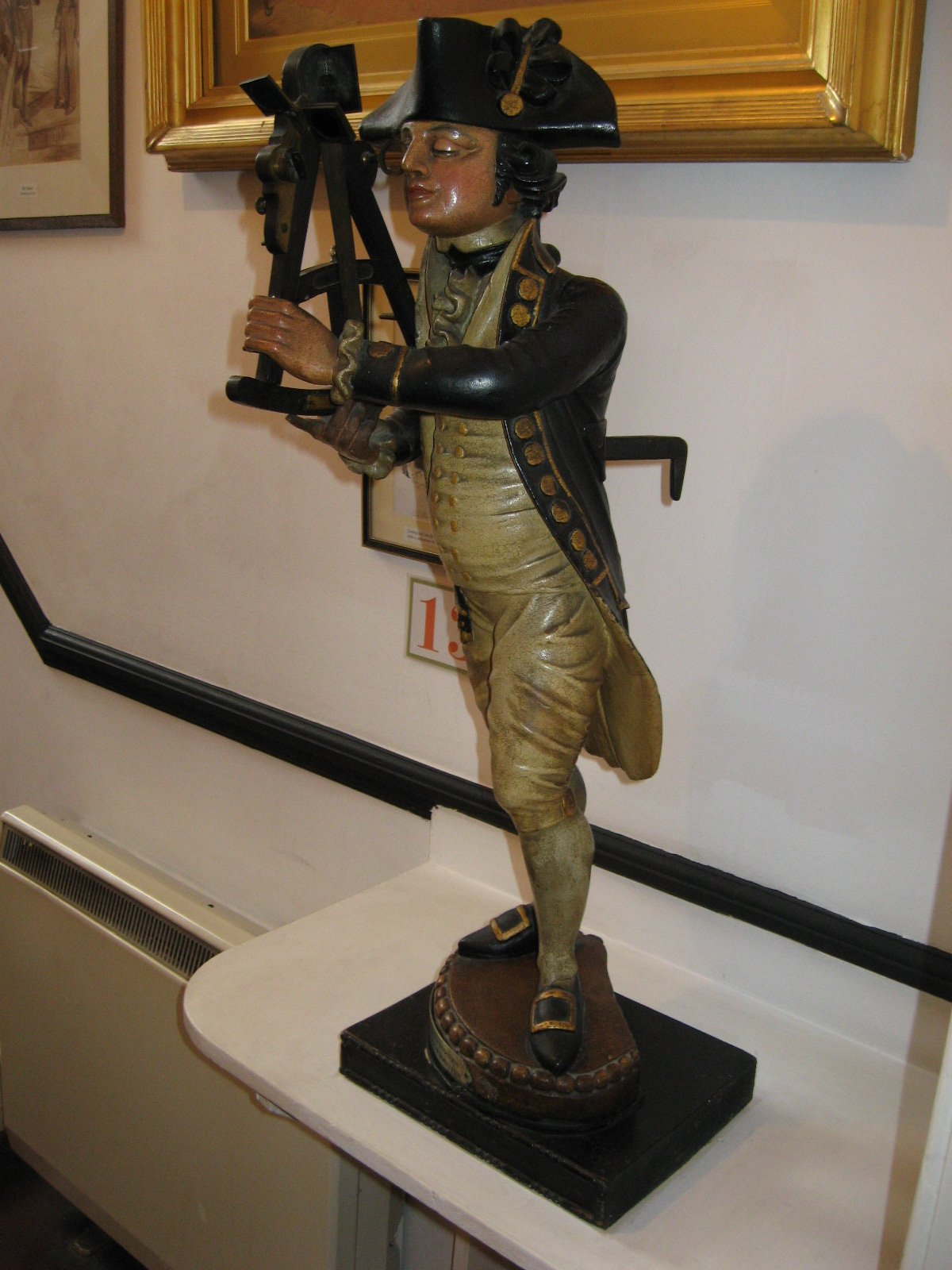
Der „Kleine Fähnrich“, erwähnt in Dombey und Sohn
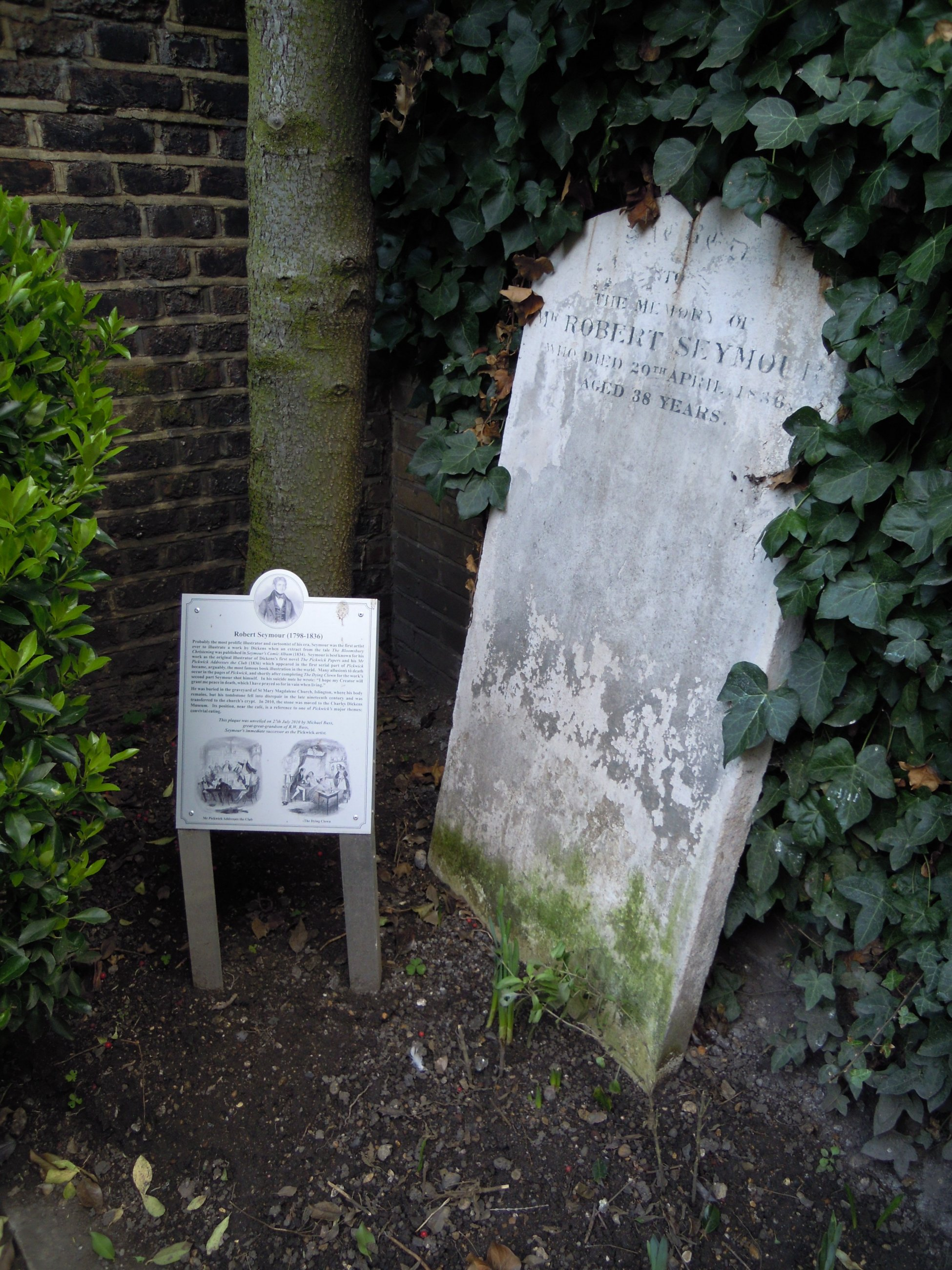
Grabstein des Illustrators Robert Seymour